# Неф (судно)

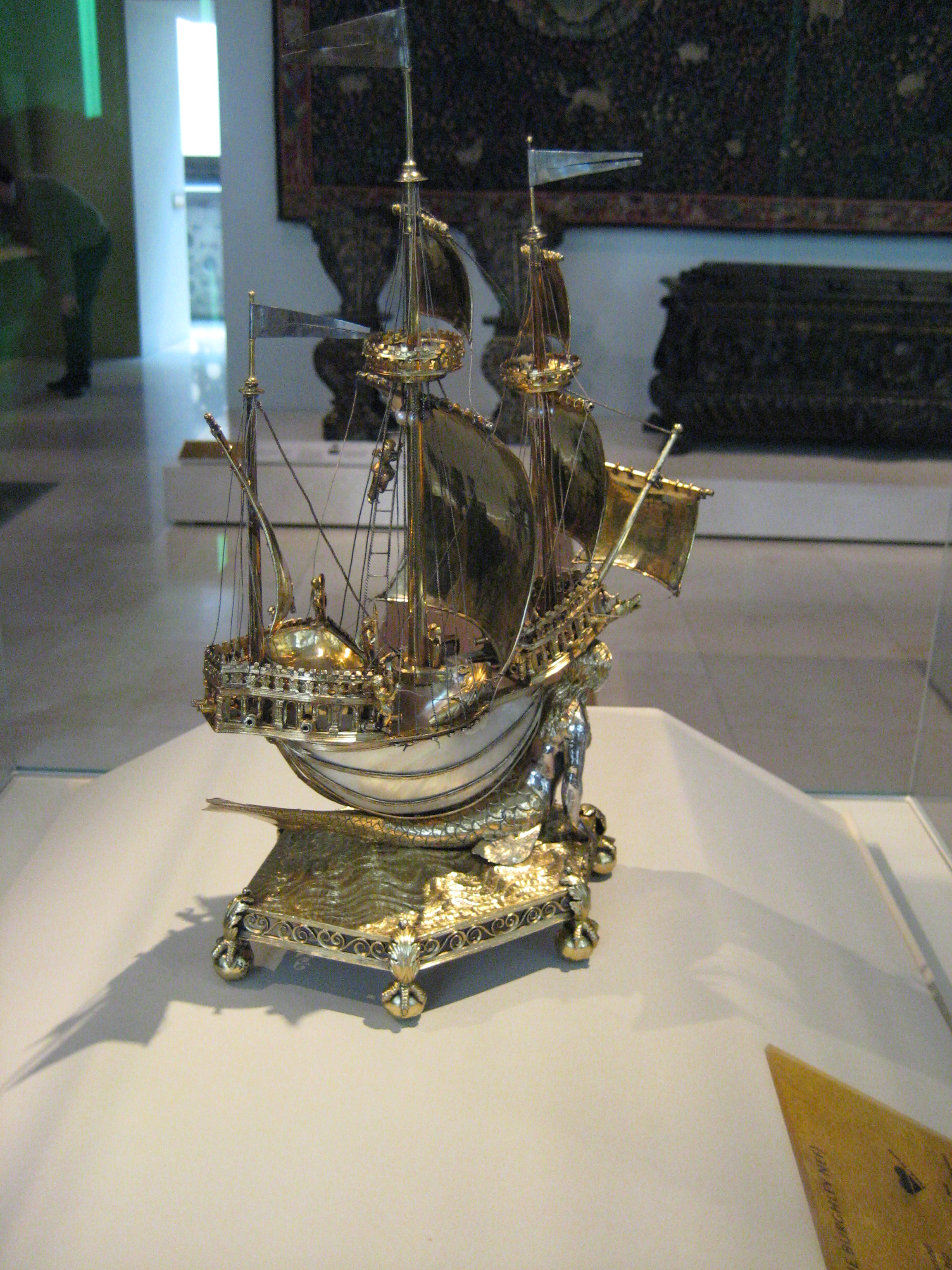
Серебряная солонка в виде нефа из Берли-хаус (Линкольншир). Франция, 1528 год

Неф (фр. nef — корабль) — южноевропейское, в основном характерное для Средиземноморского бассейна, деревянное торговое и военно-транспортное судно X—XVI веков.

## Конструкция

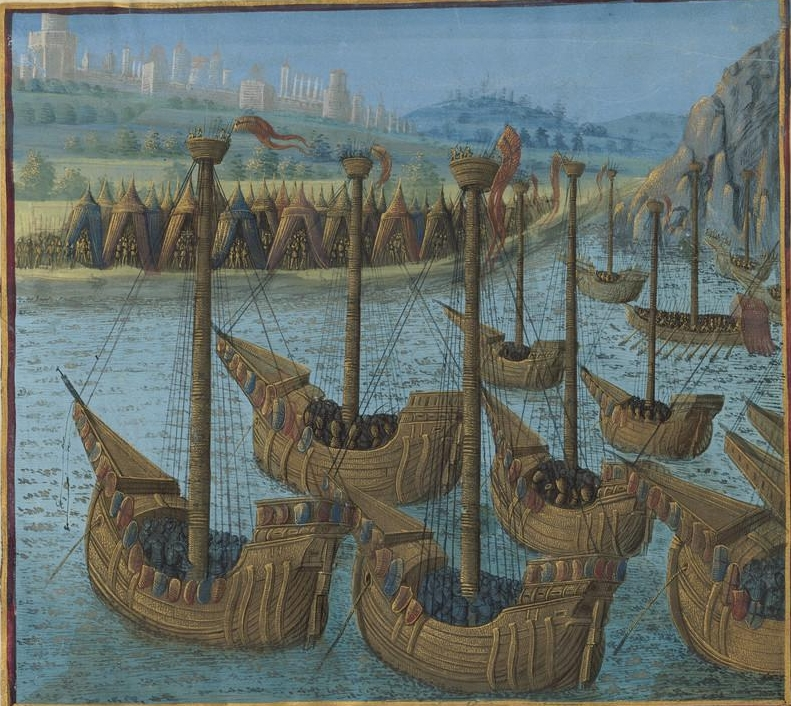
Флот крестоносцев у стен Византии. Миниатюра Жана Коломба из книги Себастьена Мамро «Походы французов в Утремер» (1474)

Изначально имел одну-две мачты и латинское парусное вооружение. Позднее парусное вооружение стало смешанным, состоящим из обеспечивающих хороший ход при попутном ветре прямых и косых парусов, которые позволяли ходить круто к ветру. Впервые в европейском кораблестроении на нефах появились рифы, позволявшие при необходимости уменьшать или увеличивать площадь парусов.
Неф имел округлую форму корпуса и высокие борта с обивкой вгладь. На сильно приподнятых носу и корме были расположены надстройки, имевшие несколько ярусов, на которых с XV века располагали артиллерийское вооружение. Изначально рулевое устройство имело вид боковых рулей, в XIII веке вёсла заменил навесной руль на ахтерштевне.

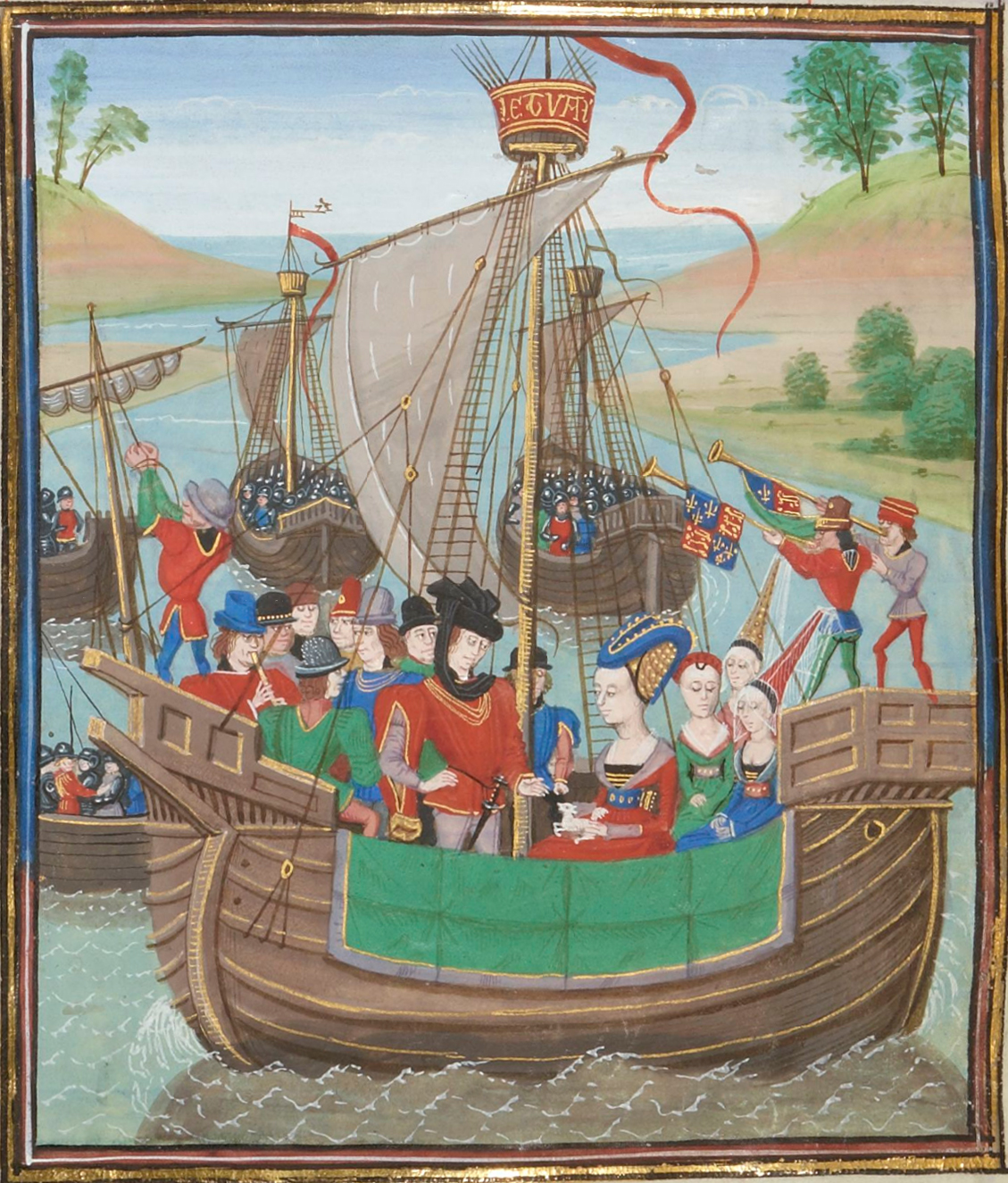
Возвращение Изабеллы Французской в Англию. Миниатюра из «Хроник» Фруассара. XV в.

Водоизмещение нефа составляло 200—600 т, длина 20—32 м, ширина 6—12 м, осадка 2—3,7 м, вмещал он до 800—1000 человек. Крестовые походы и оживление торговых отношений Европы с Ближним Востоком привели к постройке нефов большой величины, вмещавших до 1500 человек и 1200 т груза, а общая площадь парусов составляла более 770 м².
Большие нефы, в отличие от других судов, имели несколько якорей (до 7) для предотвращения сноса во время стоянок.

## История
Неф широко использовался в торговле на Средиземном море, во время крестовых походов, для перевозки пилигримов в Святую землю, а также в ходе Столетней войны. Венецианский флот, перевозивший участников Первого крестового похода в 1099-1100 годах и войско Андраша Венгерского в 1217 году в Палестину, флот одного из предводителей Третьего крестового похода французского короля Филиппа Августа в 1191 году, а также большинство флотов Северной Европы и Англии XII-XIII веков состояли исключительно из парусных нефов.
В XIII—XIV веках в Англии появляется новый тип нефа — раундшип (Round ship), имевший более круглые обводы корпуса, высокие надводные борта, приподнятые надстройки на баке и юте, а также руль с пером, конструкция которого известна по изображениям на городских печатях и миниатюрам рукописных книг.
В отечественной литературе «нефами» называют и двухпалубные грузопассажирские четырёхмачтовые корабли Венецианской республики XV—XVI веков, имевшие наибольшую длину 28,7 м, длину по ватерлинии 25 м, ширину 8,36 м, осадку до 3 м, водоизмещение около 600 т, вмещавшие до 1300 чел., применительно к которым правильнее употреблять термины нао или каракка.

## Известные нефы
- В морском договоре «Contractus Navigiis Dominis Regis cum Venetis», заключенном в 1268 году Венецией с королем Франции Людовиком IX с целью поставки судов для Восьмого крестового похода, содержится перечень размеров некоторых судов, в частности крупного нефа «Рокфор» (Roccafortis), имевшего киль длиной в 103,34 фута (31,5 м), общую длину в 162,4 фута (49,5 м), ширину в 46,94 фута (14,31 м), команда которого насчитывала 110 моряков и который способен был поднять на борт до 800 человек и 50 лошадей[5]. По другим данным, длина «Рокфора» составляла 38,19 м, ширина — 14,22 м, осадка — 9,35 м, полное водоизмещение — около 1200 т[6].
- Французский хронист Жан Фруассар, рассказывая в своих «Хрониках» о морском сражении Столетней войны при Слёйсе (1340), описывает французский флагман — неф «Кристофль», захваченный у англичан нормандцами, на котором «могла поместиться добрая тысяча человек»[7].